# Kalika Purana
Kalika Purana (Kali Purana, Sati Purana, Kalika Tantra) jest hinduistički tekst bitan u šaktizmu. Šaktizam je hinduistička sekta koja smatra Božicu (Devi) Vrhovnim Bićem. Autor teksta navodno je mudrac Markandeya.
Tekst spominje žensko božanstvo kako pokušava vratiti boga Šivu. Kalika Purana spominje životinjske žrtve, a neobično je što su spomenute i ljudske. Kali je spomenuta kao uzvišeno biće.

## Vanjske poveznice
- Kalika Purana Introduction